# مارکوس پرز (بازیکن فوتبال زاده ۱۹۸۹)
مارکوس پرز (انگلیسی: Marcos Pérez؛ زادهٔ ۱۳ نوامبر ۱) بازیکن فوتبال اهل اسپانیا است.
از باشگاه‌هایی که در آن بازی کرده‌است می‌توان به باشگاه فوتبال اوساسونا اشاره کرد.